# Bonifay
Pour les articles homonymes, voir Bonifay (homonymie).
La ville américaine de Bonifay est le siège du comté de Holmes, dans l’État de Floride.

## Histoire
La ville a été nommée en hommage à une famille de la région.

## Démographie
| 1910 | 1920  | 1930  | 1940  | 1950  | 1960  |
| ---- | ----- | ----- | ----- | ----- | ----- |
| 922  | 1 230 | 1 292 | 1 924 | 2 252 | 2 222 |

| 1970  | 1980  | 1990  | 2000  | 2010  | - |
| ----- | ----- | ----- | ----- | ----- | - |
| 2 068 | 2 534 | 2 612 | 4 078 | 2 793 | - |

Selon le recensement de 2010, Bonifay compte 2 793 habitants.